# Hum
Hum es una banda de rock alternativo de Champaign, Illinois.

## Historia
En un principio, la banda presentó una formación distinta a la actual, en la que incluso se grabó un álbum (Fillet Show), pero con un sonido diferente al que la banda se daría a conocer más tarde. Después del álbum, la banda se reestructuró y solo quedaron Matt Talbot, quien tomaría la voz, y Brian St.Pere, luego le acompañaría Tim Lash y finalmente Jeff Dempsey (compañero de Matt en Honcho Overload).
En 1993 lanzan Electra 2000, donde inician su camino acompañados por riffs pesados y una voz probablemente influenciada por el shoegazing, en el que hubo un vídeo para "Iron Clad Lou". 
La banda ficha por RCA Records y lanzan su segundo álbum You'd Prefer an Astronaut, un álbum mucho más crudo que el anterior, que le acompañó el sencillo "Stars", con el que la banda se dio a conocer, luego le siguió otro sencillo llamado "The Pod". 
La banda en 1997 entra al estudio para grabar un nuevo álbum posteriormente titulado Downward is Havenward y lanzado en 1998, donde se perfecciona el sonido de la banda, más maduro, pesado y variado con el que se sacó 2 singles con sus respectivos vídeos, Coming Home y Green to Me. Aunque en las ventas fue un duro revés con el que dejaron el sello y posteriormente terminaron separándose en el 2000 no sin antes hacer sus últimos shows a fin de año. 
Durante ese tiempo sus integrantes formaron otros proyectos, Matt Talbot formó Centaur que lanzaron su disco In Streams el 2001. Jeff Garber en National Skyline y Tim Lash con Glifted y Brian se retiró de la música.
La banda se reunió en el 2003 para una única aparición. Desde entonces han dado conciertos ocasionales. En diversas webs se especula que están grabando un nuevo trabajo.

## Miembros
| Miembros actuales - Matt Talbott – voces, guitarra rítmica (1989—2000, 2003, 2011—presente) - Jeff Dimpsey – bajo (1993—2000, 2003, 2011—presente) - Tim Lash – guitarra principal (1993—2000, 2003, 2011—presente) | Miembros anteriores - Andy Switzky – guitarra principal, coros (1989—1993) - Akis Boyatzis – bajo (1989—1990) - Joe Futrelle – bajo (1990) - Rod Van Huis – bajo (1990—1991) - Baltie de Lay – bajo (1991—1993) - Jeff Kropp – batería (1989—1990) - Jason Gerken – batería (2015) - Bryan St. Pere – batería (1990—2000, 2003, 2011—2015, 2015—2021; fallecido en 2021) |

## Discografía
Álbumes
| Título                    | Álbum | Chart | Chart    |
| Título                    | Álbum | US    | US Heat. |
| ------------------------- | --- | ----- | -------- |
| Fillet Show               | - Lanzamiento: 1991 - Sello: 12 Inch Records - Formatos: CD, cassette                                          | —     | —        |
| Electra 2000              | - Lanzamiento: 19 de octubre de 1993 - Sello: 12 Inch Records, Martians Go Home - Formatos: CD, casete, vinilo | —     | —        |
| You'd Prefer an Astronaut | - Lanzamiento: 11 de abril de 1995 - Sello: RCA - Formatos: CD, casete, vinilo                                 | 105   | 1        |
| Downward Is Heavenward    | - Lanzamiento: 27 de enero de 1998 - Sello: RCA - Formatos: CD, casete, vinilo                                 | 150   | 6        |
| Inlet                     | - Lanzamiento: 23 de junio de 2020 - Sello: Earth Analog Records - Formatos: CD, descarga digital, vinilo      | 111   | 1        |

Demos
- Kissing Me Is Like Kissing an Angel
- It's Gonna Be a Midget X-mas

Singles
| Año                                       | Single                    | Chart    | Chart     | Álbum                     |
| Año                                       | Single                    | U.S. Mod | U.S. Main | Álbum                     |
| ----------------------------------------- | ------------------------- | -------- | --------- | ------------------------- |
| 1992                                      | "Hello Kitty"             | —        | —         |                           |
| 1992                                      | "Sundress"                | —        | —         | Electra 2000              |
| 1995                                      | "Stars"                   | 11       | 28        | You'd Prefer an Astronaut |
| 1995                                      | "The Pod"                 | —        | —         | You'd Prefer an Astronaut |
| 1995                                      | "I'd Like Your Hair Long" | —        | —         | You'd Prefer an Astronaut |
| 1998                                      | "Puppets" / "Aphids"      | —        | —         |                           |
| 1998                                      | "Comin' Home"             | 37       | —         | Downward Is Heavenward    |
| 1998                                      | "Green to Me"             | —        | —         | Downward Is Heavenward    |
| "—" significa que no entró en las listas. |                           |          |           |                           |

## Videografía
Vídeos musicales
| Título          | Año  | Álbum                     |
| --------------- | ---- | ------------------------- |
| "Iron Clad Lou" | 1992 | Electra 2000              |
| "Stars"         | 1995 | You'd Prefer an Astronaut |
| "The Pod"       | 1995 | You'd Prefer an Astronaut |
| "Comin' Home"   | 1997 | Downward Is Heavenward    |
| "Green to Me"   | 1997 | Downward Is Heavenward    |

## Enlaces
- Sitio web oficial